# كدمة السيد قاسم

تعديل مصدري - تعديل

كدمة السيدقاسم هي إحدى قرى عزلة جعار بمديرية خنفر التابعة لمحافظة أبين، بلغ تعداد سكانها 464 نسمة حسب تعداد اليمن لعام 2004.